# 7683 Увеньцзюнь
7683 Увеньцзюнь (7683 Wuwenjun) — астероїд головного поясу, відкритий 19 лютого 1997 року.
Тіссеранів параметр щодо Юпітера — 3,602.
Названо на честь китайського математика У Веньцзюня (кит.: 呉文俊).